# إدوارد نيكولس
السير إدوارد نيكولس، (1779-5 فبراير 1865) ضابط أنجلو-إيرلندي في مشاة البحرية الملكية. تمتع خلال حياته بمهنة عسكرية مميزة، وبحسب ما جاء في نعيه في صحيفة التايمز، (خاض ما لا يقل عن 107 معركة، في أنحاء مختلفة من العالم، كُسرت ساقه اليسرى، وأُصيبت ساقه اليمنى بجروح بالغة، وأصيب بطلق ناري في جسده وذراعه الأيمن، أصيب بجرح شديد في رأسه، وطُعن في صدره، وفقد أحد عينيه).
وُلد نيكولس في كوليرين بأيرلندا في عائلة ذات تقاليد عسكرية. قضى حياته بصفته بروتستانتي شديد التقوى. التحق بالبحرية الملكية في سن 11 عامًا بعد أن درس عامين في المدرسة في غرينتش، خلال الحروب النابليونية والصراعات المرتبطة بها في منطقة البحر الكاريبي والبحر الأبيض المتوسط وبحر الشمال، شغل منصب قائد السفن، واكتسب سمعته بسبب قوته وشجاعته.
التزم نيكولس بإلغاء عقوبة الإعدام نتيجة ارتباطه بمعتقداته الدينية فضلًا عن كونه مدافعًا عن الأمريكيين الأصليين وزعيم جمعية الاعتدال. أثناء حرب 1812، أُرسل نيكولس إلى فلوريدا الإسبانية كجزء من المحاولة البريطانية لتجنيد حلفاء محليين في الجبهة الجنوبية ضد الولايات المتحدة. أقام قاعدة عسكرية، وبنى حصنًا قويًا، وجنّد فيلق من مشاة البحرية الأمريكية من السود والأمريكيين الأصليين. انتهت الحرب في أوائل عام 1815 دون أي هجمات على القاعدة.
من عام 1823 إلى عام 1828، كان قائدًا لجزيرة أسينشين في جنوب المحيط الأطلسي، والتي بقي فيها من 1829 إلى 1835، كمشرف على فرناندو بو، قبالة سواحل إفريقيا، وهي قاعدة مهمة في العمليات البريطانية ضد تجارة العبيد. في عام 1835، تقاعد نيكولس من مشاة البحرية الملكية برتبة مقدم. حصل نيكولس على لقب قائد فارس مع وسام لقاء خدماته في عام 1855 - من بين تكريمات أخرى - وترقى إلى رتبة جنرال كامل في تقاعده.

## النشأة
وُلد إدوارد نيكولس عام 1779 في كوليرين بأيرلندا، لوالديه جوناثان نيكولس وآنا كوبيدج.
كان إدوارد الأكبر بين ستة أشقاء، وكان يشغل بعض إخوته وظائف عسكرية مميزة أيضًا، مثل المقدم وليام بورك نيكولس (1780-1844) من كتيبة الهند الغربية الثانية بالجيش البريطاني، والقائد جوناثان فريدريك نيكولس (1782–1845) من البحرية الملكية. مات جميع إخوة إدوارد نيكولس الخمسة وأبنائه في الخدمة العامة. تلقى نيكولس تعليمه في مدرسة القواعد في كوليرين ولمدة عامين في أكاديمية رويال بارك بالقرب من غرينتش قبل انضمامه إلى مشاة البحرية في 24 مارس من عام 1795. لم يكن قد بلغ السادسة عشرة من عمره بعد عندما تلقى تكليفه برتبة ملازم ثاني في القوات البحرية البريطانية عام 1795، وترقى إلى ملازم أول في 27 يناير 1796.

## مهنته

### الحروب النابليونية
مسيرته المهنية المبكرة، خلال الحروب النابليونية، اكتسب نيكولس سمعته كمقاتل قوي، لأنه كان ضابطًا على متن سفن صغيرة وشارك في العديد من الأعمال والحروب الشرسة. في 5 نوفمبر 1803، أثناء أحد الحصارات، استولى على الطاقم الفرنسي أليبون الذي كان مكونًا من 43 رجلًا وكانت أسلحته عبارة عن 4 مدافع وستة بنادق دوارة. فقد البريطانيون قتيلين، وجُرح اثنان بينهم نيكولس. في تلك المعركة، أصاب القبطان الفرنسي نيكولس بجروح بالغة بمسدس قبل أن يُقتل. لشجاعته في هذا العمل، مُنح نيكولس سيف شرف تقدر قيمته بـ 30 جنيهًا إسترلينيًا من قبل لجنة لويدز. في عام 1804، قاد نيكولس هجومًا آخر بالقوارب بهدف الاستيلاء على لواء فرنسي، وقاد فريق إنزال من مشاة البحرية الملكية في حصار ناجح للقوات الفرنسية الهولندية في كوراساو. صمد نيكولس ورجاله لمدة 28 يومًا متتالية من هجمات العدو المستمرة على مواقعهم.
في 25 يوليو 1805، ترقى نيكولس إلى رتبة نقيب، وكُلّف بمهام جديدة. خلال عامي 1807 و1808، شارك نيكولس في حصار كورفو وفي غزو مصر. خلال هذه الفترة أيضًا، كان له دور في العملية التي استولى من خلالها على العلم التركي. في عام 1808 قاد الهجوم الذي تمكن من الزورق الإيطالي فولبي قبالة كورفو.
في عام 1808 عاد لفترة وجيزة إلى إنجلترا ليتزوج. في عام 1809، قاد مشاة البحرية وفي 18 مايو، ساعدت مشاة البحرية التابعة له قوات المارينز والبحارة تحت قيادة النقيب ويليام سيلبي من السفينة إتش إم إس أوين غليندور في الاستيلاء على جزيرة أنهولت. في المناوشات، قامت حامية دنماركية مؤلفة من 170 رجلًا بمقاومة شرسة ولكنها غير فعالة أسفرت عن مقتل جندي من مشاة البحرية البريطانية وإصابة اثنين قبل الاستسلام. بعد الاستيلاء على أنهولت، عُيّن نيكولس لفترة وجيزة كحاكم عسكري بريطاني للجزيرة. في 8 أغسطس 1810، حصل نيكولس على رتبة رائد.

### حرب 1812

#### التقدم نحو فلوريدا
أثناء حرب 1812، أُرسل نيكولس إلى فلوريدا الإسبانية كجزء من محاولة تجنيد حلفاء ضد الولايات المتحدة. خلال الحرب، جند البريطانيون أيضًا السكان المحليين السود للقتال إلى جانبهم، بمن فيهم أولئك الذين استعبدهم الملاك الأمريكيون. بصفته من أشد المؤيدين لإلغاء العبودية، أعطى نيكولس طاقة وجهد كبيرين في هذا الاتجاه. في صيف 1814 أبحر من برمودا، توقفت البعثة العسكرية التي قادها نيكولس في هافانا الإسبانية، إذ طُلب منها عدم الهبوط في فلوريدا دون طلب مسبق من النقيب العام خوان رويز دي أبوداكا. عندما وصل نيكولس إلى بروسبكت بلاف، فلوريدا في أغسطس، أدرك حاكم بينساكولا الإسباني، دون ماتيو غونزاليس مانريك، التهديد الذي يشكله الأمريكيون لفلوريدا، وطلب إعادة انتشار القوات البريطانية في بينساكولا.
في بينساكولا في 26 أغسطس 1814، أصدر نيكولس إعلانًا واسع الانتشار لشعب لويزيانا، يحثهم فيه على الانضمام إلى صفوف الحلفاء البريطانيين والهنود ضد الحكومة الأمريكية. كانت هذه حيلة تتعلق بالقوة الحقيقية للبريطانيين. إذ يتألف سرب السفن الحربية البريطانية والإسبانية العديدة الذي وصفه، من سفينتين مائيتين ومركبتين من البحرية الملكية، ويتألف قطار المدفعية الجيد من ثلاثة مدافع واثني عشر مدفعًا، في حين أن (الكتيبة) كانت مجموعة سرية مكونة من 100 مشاة من مشاة البحرية الملكية، منفصلة عن كتيبة الرائد جورج لويس.

#### نهاية الحرب
كان من المقرر أن تشهد بداية عام 1815 هجومًا بريطانيًا في الجنوب، إذ تقدمت الكتائب البحرية الملكية غربًا إلى جورجيا، لينضم إليها نيكولس وقواته من ساحل الخليج، وقد تجاوزت الأحداث هذه الخطط، إذ أُعلن السلام بعد إبرام معاهدة غنت. مع إلغاء الهجوم، عاد نيكولس ورجاله. في 15 مارس 1815، أبلغ مساعد الجيش الأمريكي والتر بورك اللواء توماس بينكني أن الظروف كانت صعبة على حدود جورجيا على الرغم من الجهود المبذولة لتعزيز الدفاعات الأمريكية، والتفاوض بشأن عودة العبيد الذين انضموا إلى فيلق مشاة البحرية الاستعمارية تحت قيادة الأدميرال جورج كوكبيرن. لم يكن كوكبيرن يميل إلى تسليم الأفراد العسكريين البريطانيين طواعية الذين خاطروا بإعادتهم إلى العبودية من قبل الأمريكيين، وأعلن صعوبة في إيصال أخبار معاهدة غنت إلى نيكولس.